# Klein Strehlitz
Klein Strehlitz (polnisch Strzeleczki, bis ins 18. Jahrhundert Strehlitz, schlesisch Kleen Strahltz, vormals Strahltz) ist eine Stadt im Powiat Krapkowicki der Woiwodschaft Opole in Polen. Es ist Verwaltungssitz der Stadt- und Landgemeinde Klein Strehlitz, die seit 2006 amtlich zweisprachig ist (Polnisch und Deutsch). Ortsteil ist der Weiler Zbychowice (Seherrswald). 

## Geographie
Klein Strehlitz liegt zehn Kilometer westlich von Krapkowice und 25 km südlich von Opole (Oppeln) in der Nizina Śląska (Schlesischen Tiefebene). Durch den Ort fließt das Zülzer Wasser (Biała).
Nachbarorte von Klein Strehlitz sind im Südosten Dobrau (Dobra), im Südwesten Kujau (Kujawy) und im Westen Schiegau (Ścigów ).

## Geschichte

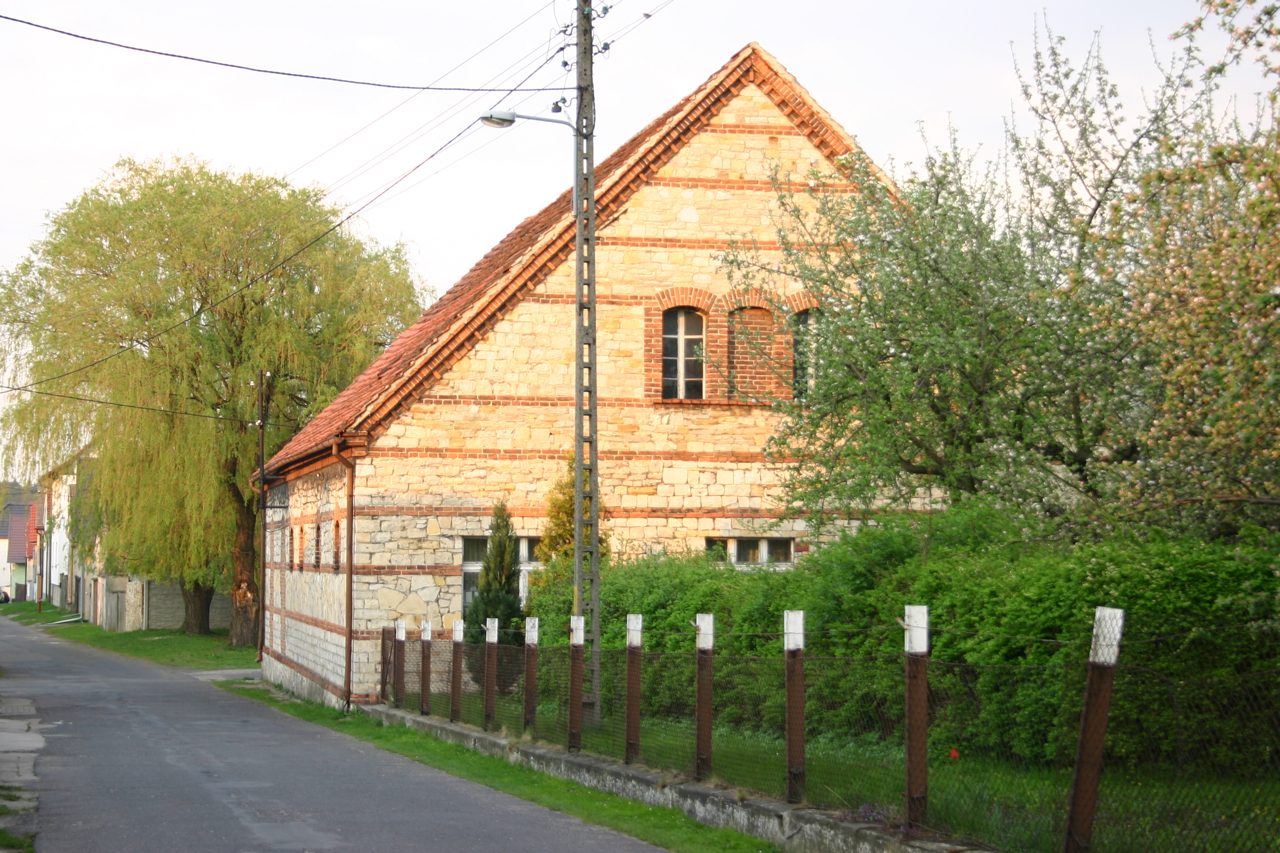
Altes Wohnhaus aus Kalkstein

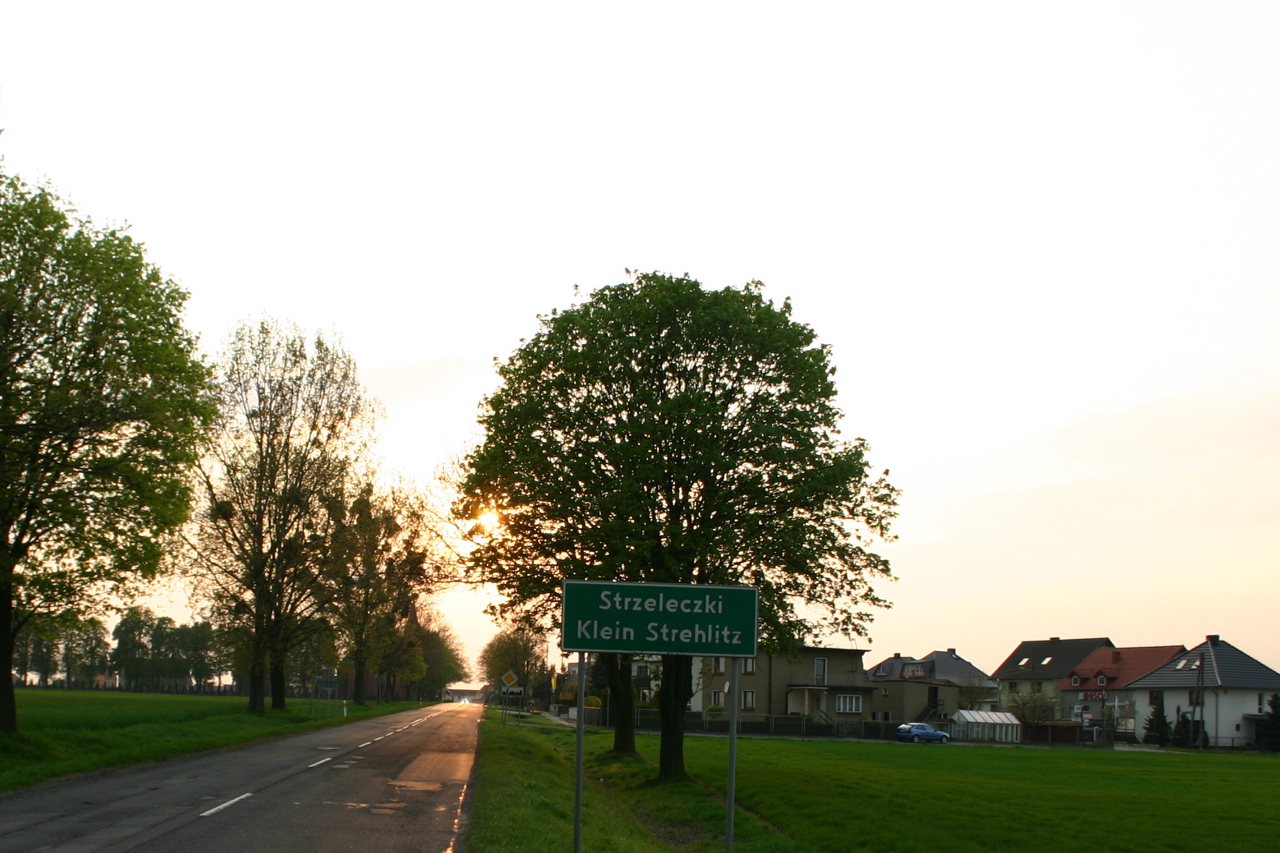
Ortseinfahrt mit zweisprachigen Ortsschild

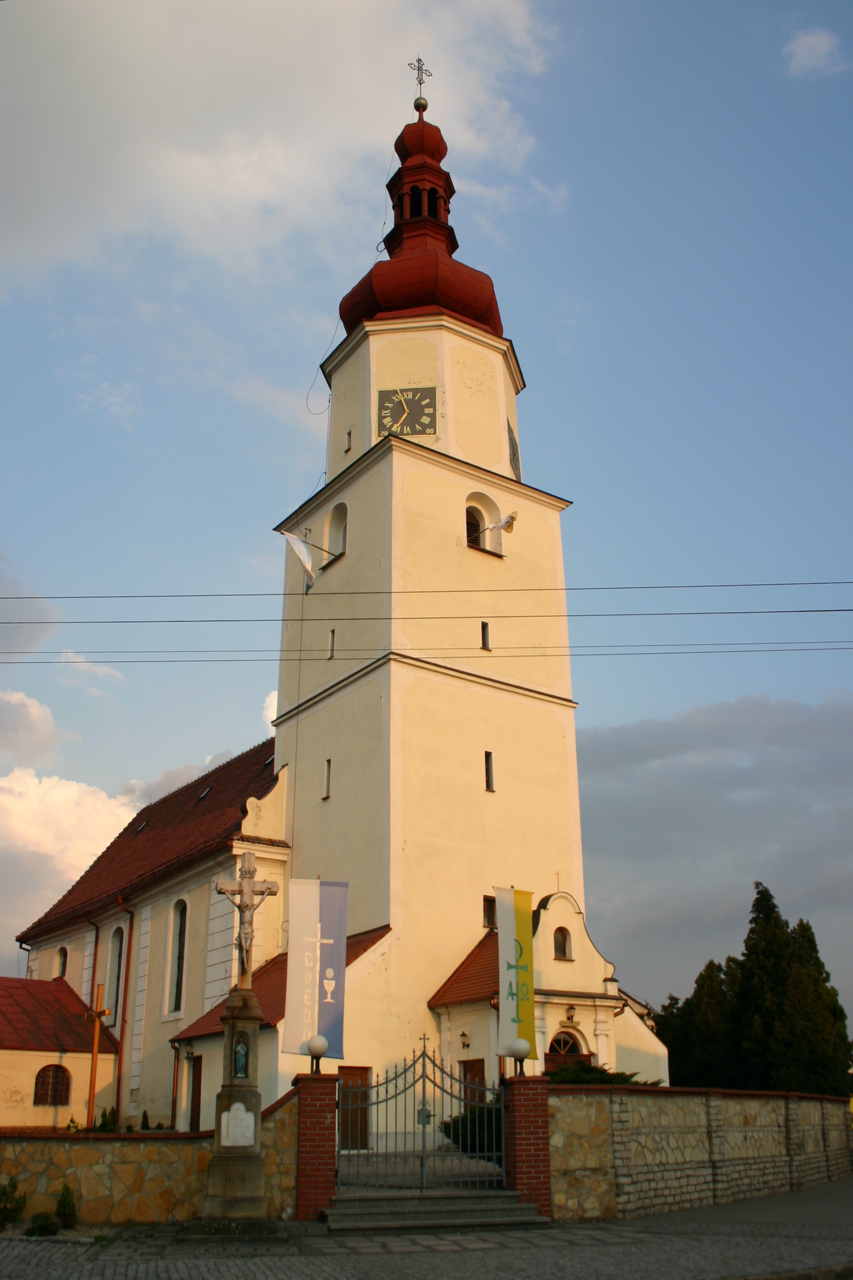
Martinskirche

Strehlitz wurde vermutlich nach 1250 gegründet, ihre erste urkundliche Erwähnung stammt aus dem Jahre 1327. Es war eine regelmäßige Ansiedlung mit Stadtbefestigungsanlagen um einen Marktplatz. In den n im Jahre 1428 wurde der Ort zerstört und kam danach über die Bedeutung eines Marktfleckens nicht mehr hinaus. Noch im Jahre 1532 unterstand die Immediatstadt der Herrschaft Schelitz, deren Stadtrecht 1524 erneuert wurde, nur aus 90 Bürgerhäusern.
Für das Jahr 1531 ist der Ortsname in der lateinischen Form „Parva Streletz“, 1535 erstmals als Klein Streletz belegt. Damit war eine Unterscheidung zu (Groß) Strehlitz gegeben.
Nach dem Ersten Schlesischen Krieg 1742 fiel Klein Strehlitz mit dem größten Teil Schlesiens an Preußen. Als das Archipresbyterat in Oberglogau geteilt wurde, wurde in Klein Strehlitz ein Erzpriester ansässig – bis heute besteht ein Dekanat Klein Strehlitz. Die Einwohner von Klein Strehlitz waren stets katholisch. So waren im Jahre 1861 1370 Einwohner katholischer, 13 evangelischer Konfession und 15 jüdischen Glaubens. Bis zu ihrem Aussterben im Jahre 1769 prägten die Grafen von Proskau mehrere Jahrhunderte die Geschichte der Stadt und Herrschaft Schelitz, die 1782 in den Besitz des preußischen Fiskus kamen. 1815 verlor Klein Strehlitz das  Stadtrecht, der Ortsvorstand nannte sich jedoch weiterhin Magistrat. Von 1818 bis 1945 war es Teil des preußischen Landkreises Neustadt O.S. Am 1. April 1894 wurde Oratsch nach Klein Strehlitz eingemeindet. Im Oktober 1896 erhielt Klein Strehlitz mit der neu eröffneten Neustadt-Gogoliner Eisenbahn Anschluss an das Eisenbahnnetz.
Nach dem Ersten Weltkrieg wurde 1921 in Oberschlesien eine Volksabstimmung über die weitere staatliche Zugehörigkeit abgehalten. In Klein Strehlitz wurden 1381 Stimmen (87,5 %) für den Verbleib bei Deutschland und 198 (12,5 %) für den Anschluss an Polen abgegeben – Klein Strehlitz blieb beim Deutschen Reich. 1939 lebten in Klein Strehlitz 1875 Einwohner.
Als Folge des Zweiten Weltkriegs fiel Klein Strehlitz 1945 mit dem größten Teil Schlesiens an Polen. Nachfolgend wurde es in |Strzeleczki umbenannt und der Woiwodschaft Schlesien angeschlossen. Die einheimische deutsche Bevölkerung wurde, soweit sie nicht vorher geflohen war, weitgehend vertrieben. Die neu angesiedelten Bewohner waren teilweise Zwangsumgesiedelte aus Ostpolen, das an die Sowjetunion gefallen war.
Heute leben in Klein Strehlitz mehrheitlich Angehörige der Deutschen Minderheit. Die Gesellschaft der Deutschsprachigen stellt 18 der 20 Gemeinderäte. Seit 2006 ist die Gemeinde offiziell zweisprachig, 2008 führte sie zweisprachige Ortsbezeichnungen ein. 2012 wurde der neu gestaltete Ring freigegeben und die dort befindliche restaurierte Figur des böhmischen Landesheilgien Johann Nepomuk eingeweiht. Zum 1. Januar 2024 erhielt der Ort wieder das Stadtrechte.

## Sehenswürdigkeiten
- Römisch-katholische Pfarrkirche St. Martin, erbaut im 18. Jahrhundert im Stil des Barock.
- Friedhofskirche Stil der Neugotik. Im Inneren befindet sich eine Holztafel zum Gedenken an die Gefallenen des Deutsch-Französischen Krieges.
- Pfarrhaus aus dem 19. Jahrhundert
- Barocke Nepomukstatue am Ortsrand
- Nepomukstatue aus dem Jahr 1920 auf dem Ring
- Gefallenendenkmal für den Ersten und Zweiten Weltkrieg
- Bildstock mit einem Bild des Leidenden Jesus
- Ruine einer Windmühle aus dem 19. Jahrhundert
- Wegekreuze

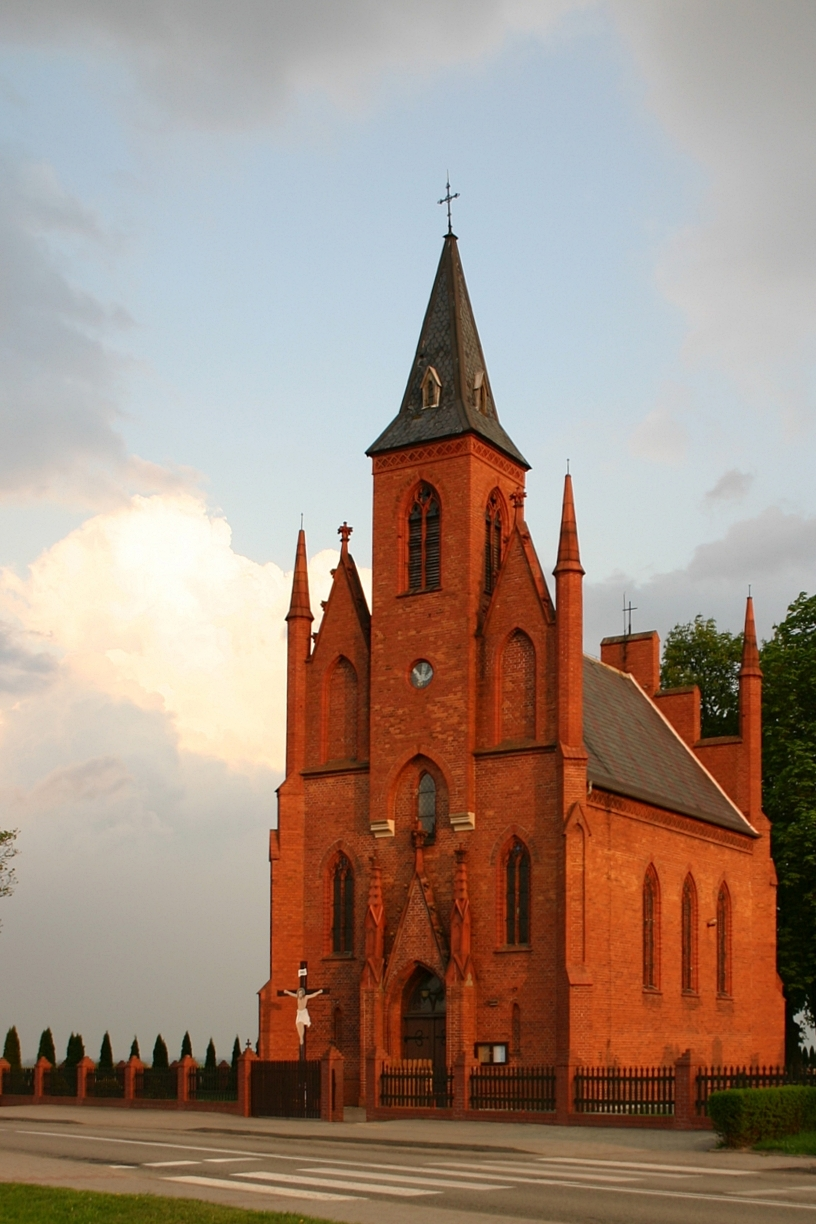
Friedhofskirche
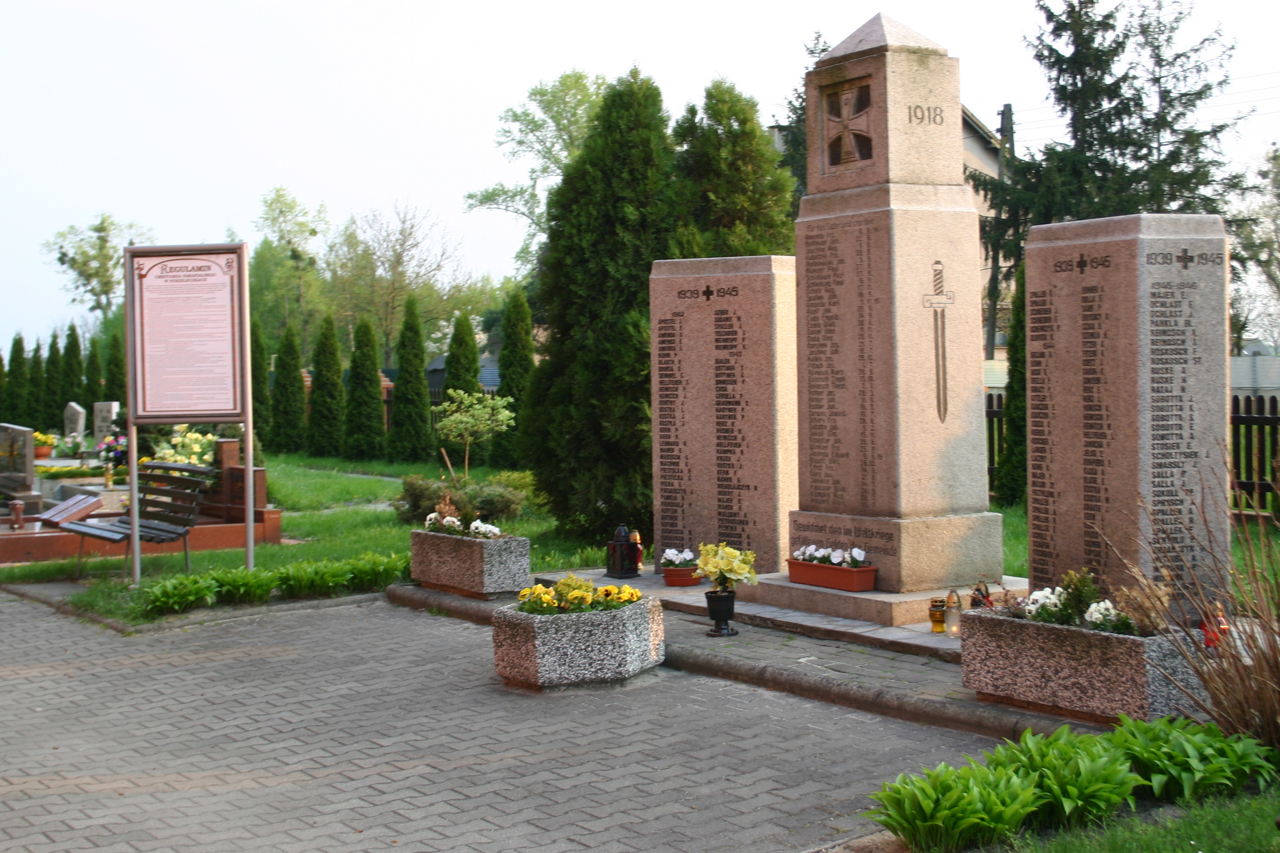
Gefallenendenkmal
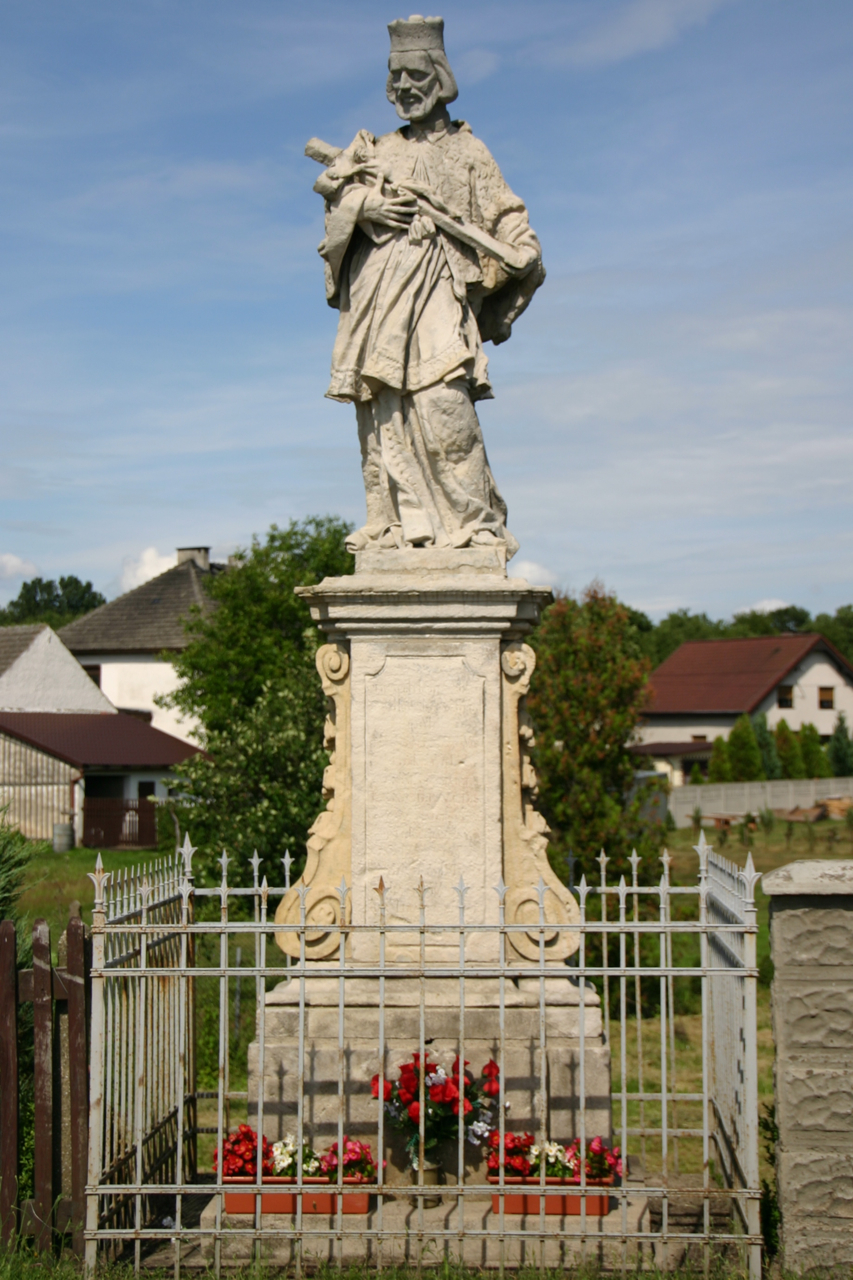
Nepomukstatue

## Einwohnerentwicklung
Die Einwohnerzahlen von Klein Strehlitz:
| Jahr | Einwohner |
| ---- | --------- |
| 1830 | 880       |
| 1844 | 1255      |
| 1855 | 1344      |
| 1861 | 1398      |

| Jahr | Einwohner |
| ---- | --------- |
| 1910 | 1801      |
| 1933 | 1859      |
| 1939 | 1874      |

## Wirtschaft und Infrastruktur

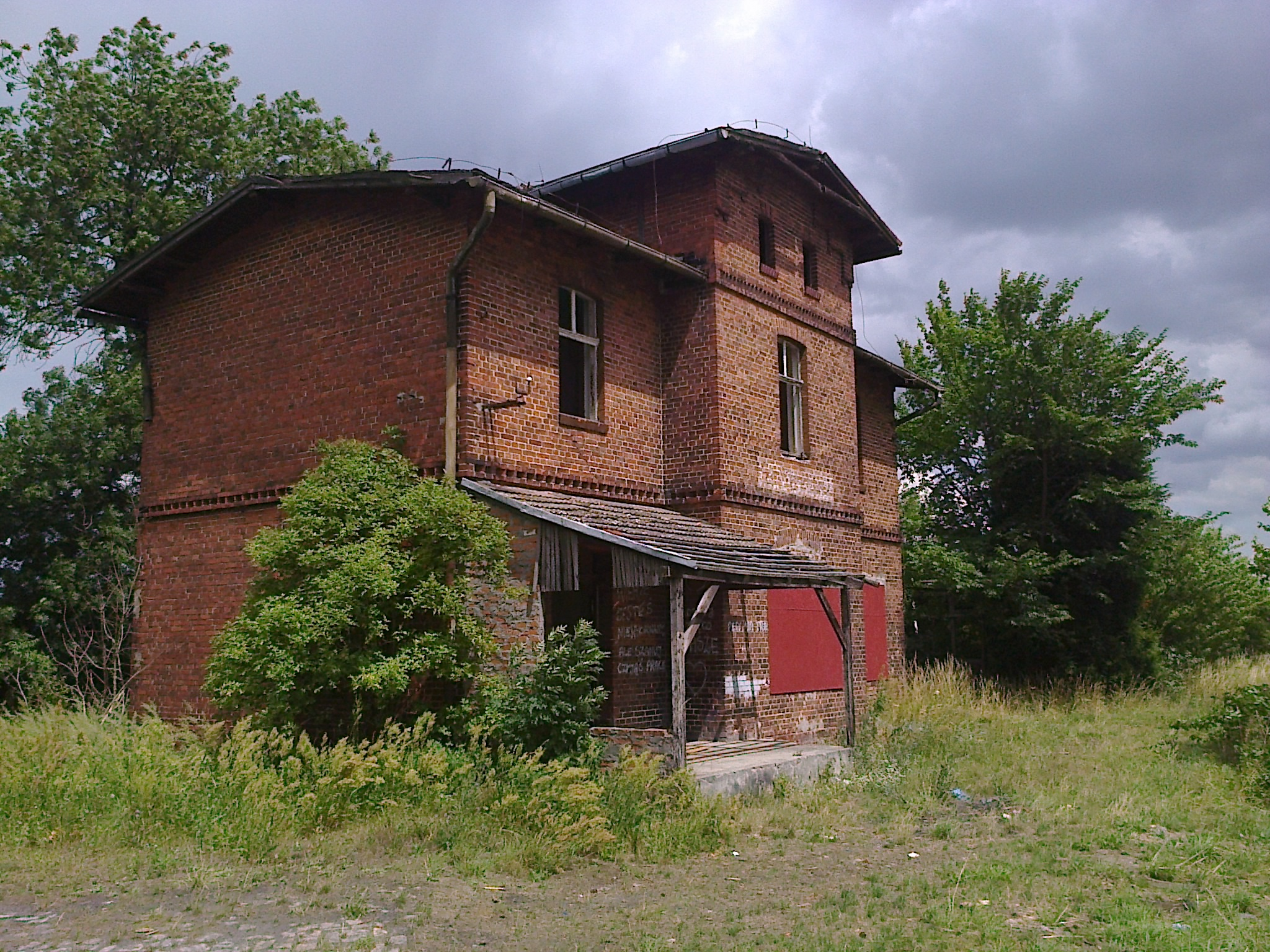
Das vormalige Bahnhofsgebäude

### Verkehr
Klein Strehlitz wird von der Woiwodschaftsstraße 409 tangiert, die von Strzelce Opolskie (Groß Strehlitz) über Krapkowice (Krappitz) und im späteren Verlauf als 414 nach Prudnik (Neustadt) führt. 12 Kilometer von Klein Strehlitz entfernt, besteht eine Autobahnauffahrt der A4.
Der Bahnhof an der ehemaligen Neustadt-Gogoliner Eisenbahn ist stillgelegt.

### Bildung
Klein Strehlitz verfügt über eine Grundschule und ein gimnazjum (Mittelschule), das 2000 ein neues Gebäude erhielt. Ferner bestehen im Ort ein Kindergarten, eine öffentliche Gemeindebibliothek, ein Kulturhaus und eine 2003 in Betrieb genommene Sporthalle.

## Söhne und Töchter des Ortes
- Lothar Stark (1876–1944), deutscher Filmproduzent und Filmverleiher
- Artur Klose (* 1971), Künstler

## Gemeinde Klein Strehlitz
Die Stadt- und Landgemeinde Klein Strehlitz umfasst eine Fläche von 117,26 km² mit rund 7400 Einwohnern.